# پولونه
۵۰°۰۷′۱۲″ شمالی ۲۷°۳۰′۲۸″ شرقی / ۵۰٫۱۲۰۰۰°شمالی ۲۷٫۵۰۷۷۸°شرقی
شهر پولونه (به روسی: Полонне) در استان خملنیتسکی در کشور اوکراین واقع شده‌است. جمعیت این شهر ۲۳٬۲۱۱ نفر  است.

## نگارخانه

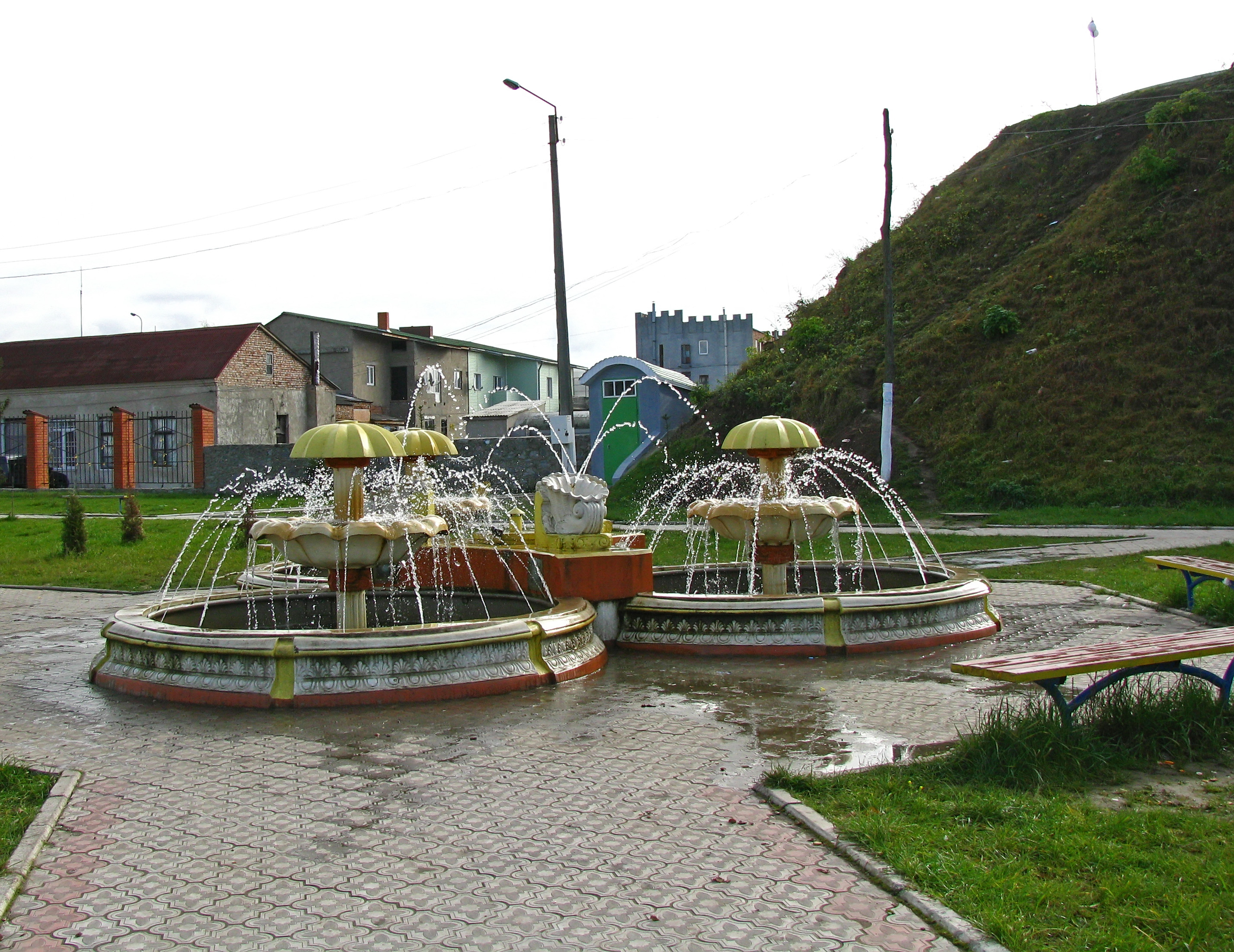
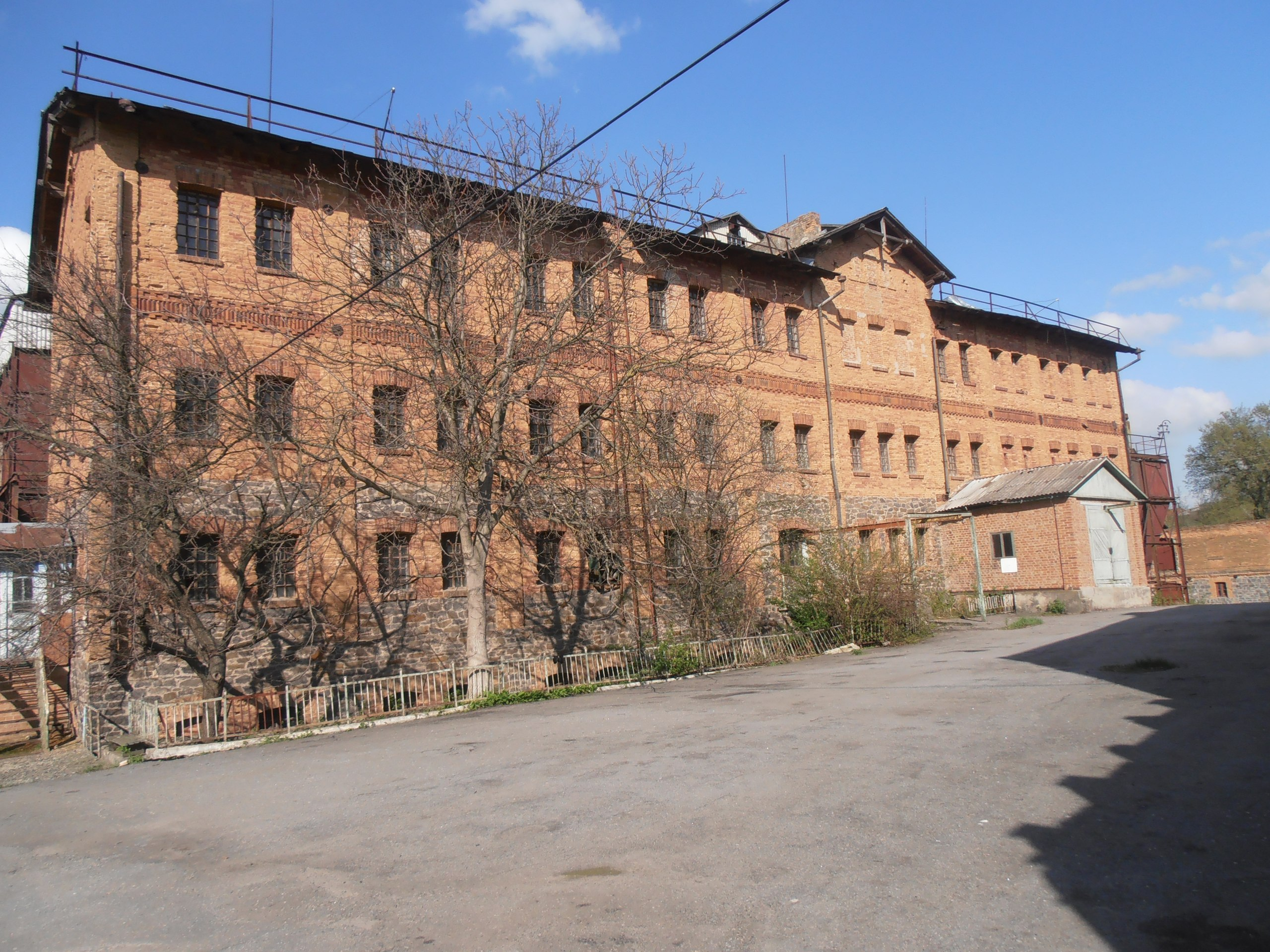
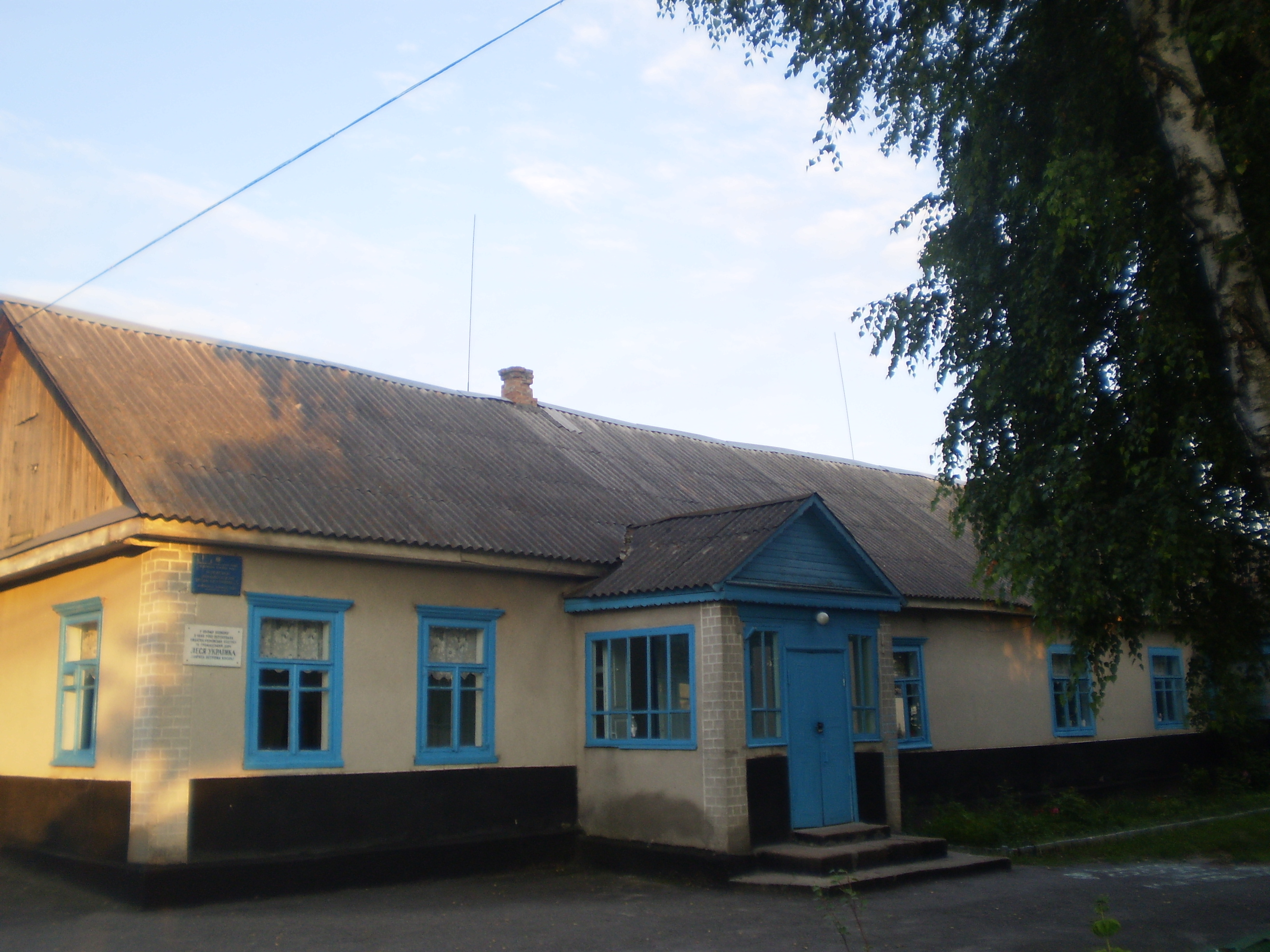